# عبد العزيز بن صالح الصقعبي
عبد العزيز بن صالح الصقعبي (1958م) قاص وروائي وكاتب صحفي ومسرحي سعودي، صدرت له العديد من المؤلفات الأدبية في القصة والرواية والمسرح، من أبرزها رواية (غفوة ذات ظهيرة)، و(القرية تخلع عباءتها: نصوص مسرحية). وهو حاصل على عدد من الجوائز من أبرزها جائزة المركز الأول في مبادرة الجوائز الثقافية الوطنية في فرع الأدب عن روايته (غفوة ذات ظهيرة) عام 2021م

## الدراسة والعمل
- تلقى تعليمه العام في الطائف.
- حصل على درجة البكالوريوس في اللغة العربية من كلية الآداب بجامعة الملك سعود عام 1401هـ/1981م.
- حصل على درجة الماجستير في تخصص المكتبات والمعلومات من جامعة كلاريون بنسلفانيا بالولايات المتحدة الأمريكية عام 1416هـ/1996م.
- عمل في إدارة تعليم البنات في الطائف.
- عمل في مكتبة الملك فهد الوطنية، وتولى عدد من المناصب والمهام الإدارية فيها.[2]

## إسهاماته الثقافية
- عضو في مجلس إدارة جمعية المكتبات والمعلومات السعودية في دورته الأولى بين عامي 1422-1424هـ.
- عضو نادي الطائف الأدبي.
- عضو الجمعية العربية السعودية للثقافة والفنون فرع الطائف والمشرف على لجنتي القصة والمسرحية بها.
- عضو هيئة تحرير مجلة الواحات المشمسة.
- عمل سكرتيرًا لمجلة التوباد حتى عام 1414هـ.
- أشرف على الملحق الثقافي في مجلة اليمامة.
- عمل محررًا ثقافيًا في صحيفة الرياض.
- كاتب زاوية أسبوعية في مجلة اقرأ.
- كاتب زاوية أسبوعية في صحيفة الجزيرة بعنوان (فراغات).
- كاتب زاوية أسبوعية في جريدة الرياض بعنوان (ضوء).
- رئيس تحرير نشرة المستخلصات الصادرة عن مكتبة الملك فهد الوطنية.
- عضو هيئة تحرير نشرة المكتبات والمعلومات الصادرة عن جمعية المكتبات والمعلومات السعودية.
- عضو هيئة تحرير مجلة قوافل الصادرة عن نادي الرياض الأدبي.
- مدير تحرير المجلة العربية.[3]

## مؤلفاته
- لا ليلك ليلي ولا أنت أنا (مجموعة قصص)، نادي الطائف الأدبي، الطبعة الأولى، 1403هـ.
- صفعة في المرآة (مسرحية مونودراما)، طبعتان، رعاية الشباب، 1404هـ.
- رائحة الفحم (رواية)، الرياض، الطبعة الأولى، 1408هـ.
- الحكواتي يفقد صوته (قصص قصيرة)، جمعية الثقافة والفنون بالقصيم، 1410هـ.
- فراغات (قصص قصيرة جدًا)، القاهرة، الطبعة الأولى، 1412هـ.
- يوقد الليل أصواتهم ويملأ أسفارهم بالتعب (قصص قصيرة جدًا)، نادي الطائف الأدبي، الطبعة الأولى، 1413هـ.
- أنت النار وأنا الفراشة، دار الكنوز، بيروت، الطبعة الأولى، بيروت، 2000م.
- أحاديث مسائية (قصص)، أدبي الرياض- المركز الثقافي العربي، الطبعة الأولى، 2007م.
- حالة كذب (رواية). صدرت عن المركز الثقافي العربي، 2009م.[4]
- البهو (قصص قصيرة)، نادي المنطقة الشرقية، الطبعة الأولى، 2010م.
- صفعة في المرآة ومسرحيات أخرى، وزارة الثقافة والإعلام، الطبعة الأولى، 2010م. [5]
- طائف الأنس (رواية)، دار بيسان، 2011م.[6]
- اليوم الأخير لبائع الحمام (رواية)، دار أثر، 2012.[7]
- مقامات النساء (رواية). دار جداول، 2013م.[8]
- حارس النهر القديم (قصص) دار الاختلاف، 2015م.[9]
- القرية تخلع عباءتها: نصوص مسرحية، نادي تبوك الأدبي، 2016م.
- غفوة ذات ظهيرة (رواية)، دار الساقي، 2018م.[10]
- قطرة كحول (رواية)، دار كلمات، 2021م.[11]

## مسرحيات
| المسرحية     | إخراج       | التاريخ | ملاحظات |
| ------------ | ----------- | ------- | ------- |
| واحد صفر     | عامر الحمود | 1985م   |         |
| ولادة متعسرة | علي السعيد  | 2015    | [ 12 ]  |

## الجوائز والتكريم
- حصل على جائزة وزارة الثقافة والإعلام 2017م عن مجموعته (القرية تخلع عباءتها: مسرحيات).[13]
- حصل على جائزة المركز الأول في مبادرة الجوائز الثقافية الوطنية في فرع الأدب عن روايته (غفوة ذات ظهيرة) عام 2021م.[14]